# Kim I-kon
Kim I-kon (korejsky 김 의곤, anglickým přepisem Kim Eui-kon; 24. ledna 1958 – 15. února 2014) byl jihokorejský zápasník, volnostylař. V roce 1984 vybojoval na olympijských hrách v Los Angeles bronzovou medaili v kategorii do 57 kg. V roce 1978 vybojoval bronz na Asijských hrách.